# Gugney-aux-Aulx
Gugney-aux-Aulx település Franciaországban, Vosges megyében. Lakosainak száma 171 fő (2022. január 1.). Gugney-aux-Aulx Jorxey, Madegney, Rapey, Varmonzey, Vaubexy, Bettegney-Saint-Brice, Derbamont és Évaux-et-Ménil községekkel határos.

## Népesség
A település népességének változása:
| Lakosok száma | 149  | 152  | 160  | 161  | 161  | 164  | 166  | 169  | 171  |
|               | 2013 | 2015 | 2016 | 2017 | 2018 | 2019 | 2020 | 2021 | 2022 |